# Kloster Clairmarais
Das Kloster Clairmarais (Clarus Mariscus) ist eine ehemalige Zisterzienserabtei in der Gemeinde Clairmarais im Département Pas-de-Calais, Region Hauts-de-France, in Frankreich, rund 4 km nordöstlich von Saint-Omer im Sumpfgebiet des Marais östlich des Flusses Aa.

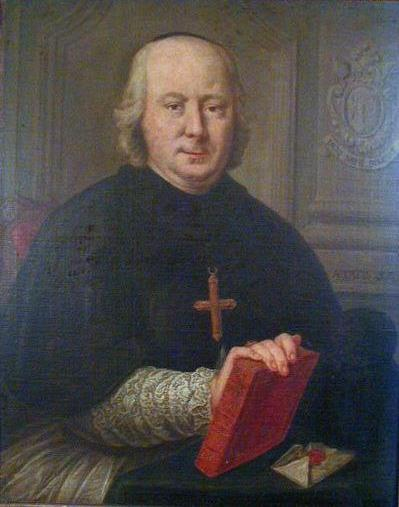
Edmond Tirant, Zisterzienserabt von Clairmarais (Ölgemälde ca. 1770)

## Geschichte
Das Kloster wurde 1140 vom Grafen von Flandern Dietrich von Elsass und seiner Frau Sibylle von Anjou gestiftet und von der Primarabtei Clairvaux besiedelt, dessen Filiation es angehörte. Die Anlage wurde nach den Plänen von Geoffroi d’Ainai errichtet. Die Kirche wurde im gotischen Stil erbaut, ihr Bau währte über drei Jahrhunderte. Das Kloster besaß mehrere Grangien, darunter die Klostergrangie sowie die Grangien Neuville, Furnes, Beaumont, Enne, Leulinghem, Maninghem-au-Mont, Muncq-Nieurlet, Rihoult, Loo et Beauloo, Ostreville, Antin, Monchy-Cayeux, FiefsQuevraussart, Livossart, Laires, Bomy, Beaumetz-lès-Aire, Fevin, Prés de Dixmude. Während der Französischen Revolution fand das Kloster sein Ende und wurde in der Folge fast vollständig zerstört.

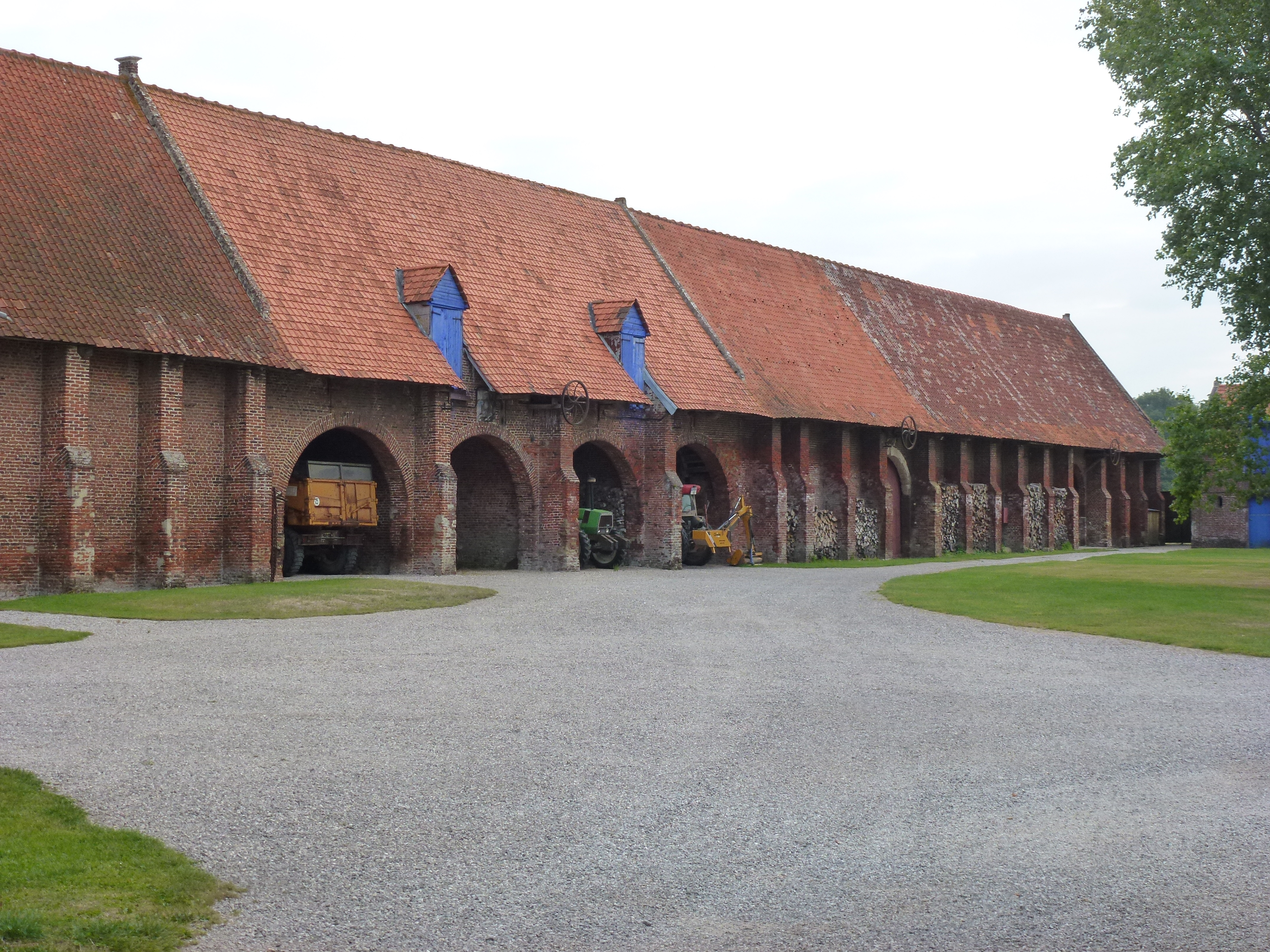
Erhaltene Landwirtschaftsgebäude der Abtei

## Bauten und Anlage
Die landwirtschaftlichen Gebäude sind erhalten, darunter eine über 100 Meter lange Scheune und das Taubenhaus aus dem Jahr 1731. Teilweise erhalten sind der Eingangsbereich und die Fremdenkapelle (teilweise als Monument historique eingeschrieben). Von den Gebäuden der Klausur sind nurmehr geringe Reste erhalten, nämlich ein Teil des Kreuzgangs mit der darüber liegenden Wand des Dormitoriums. Die Kirche ist im Jahr 1802 vollständig abgegangen.